# Kings and Queens (Thirty Seconds to Mars)
Kings and Queens è un singolo del gruppo musicale statunitense Thirty Seconds to Mars, pubblicato il 13 ottobre 2009 come primo estratto dal terzo album in studio This Is War.

## Registrazione
La registrazione di Kings and Queens fu annunciata nel dicembre del 2008 in un articolo di Kerrang!, dove Jared ha parlato dell'album This Is War. Kings and Queens venne riconfermata più volte e Jared dichiarò che il brano è uno dei suoi preferite del terzo album. La traccia si apre con un urlo di un falco selvatico registrato dal vivo nello studio di registrazione di Los Angeles Il brano presenta inoltre un forte contributo dei fan, ovvero i cori registrati durante i vari Summit. Jared ha dichiarato che il titolo e il tema della canzone sono stati ispirati da un libro che la band ha trovato in Sudafrica e che «è finito con l'essere una buona metafora» per quello che è successo nel mondo durante l'ultimo anno.

## Promozione
Il 24 agosto Jared Leto dichiarò a MTV che la pubblicazione del nuovo singolo fu stabilita, senza rivelarne il titolo, aggiungendo che sarebbe stato un singolo davvero «potente». L'11 settembre 2009, attraverso il sito ufficiale del gruppo, Kings and Queens fu annunciato come singolo, previsto per la pubblicazione agli inizi di ottobre. Il 27 settembre 2009 fu annunciato che il singolo sarebbe stato pubblicato nelle radio statunitensi il 6 ottobre e disponibile per il download digitale una settimana più tardi. La première mondiale del singolo fu presentata il 6 ottobre sulla radio statunitense KROQ, durante Kevin & Bean, dove il trio fu ospite.
L'8 ottobre il singolo raggiunse la prima posizione al KROQ's Furious 5, esclusivamente con l'airplay radiofonico, e rimase in vetta alla classifica per svariate settimane. Il 12 ottobre il singolo si aggiudicò la "Song of the Week" al Zane Lowe di BBC Radio 1. Il 21 ottobre raggiunse la prima posizione nella radio statunitense 107.7 The End.
In Italia Kings and Queens debuttò alla posizione 25 il 23 ottobre, mentre il 20 novembre debuttò al secondo posto nella classifica di TRL per poi rimanere in vetta per diverse puntate. Dopo la pubblicazione del video, il 23 novembre Kings and Queens si è aggiudicata la "Hit of the Week" su Rock TV, per essere stato il video più trasmesso in quella settimana.

## Video musicale
Il videoclip per il singolo è stato girato nella notte dell'11 e il 12 ottobre a Los Angeles, diretto da Jared Leto sotto lo pseudonimo di Bartholomew Cubbins. La band ha richiesto la partecipazione di tutti i fan che vivono nella zona per girare alcune scene, tra cui un giro notturno in bicicletta. La sera dell'11 ottobre, Jared dichiarò a MTV:
Il 5 novembre viene reso disponibile un trailer del video di Kings and Queens. La première del video si è svolta il 9 novembre a Los Angeles al The Montalban Theater, durante l'anteprima di ascolto di This Is War.
Agli MTV Video Music Awards 2010 il video ha ricevuto il premio come miglior video rock ed è stato nominato nella categoria miglior video dell'anno.

## Tracce
CD promozionale (Europa, Stati Uniti)
1. Kings and Queens (Radio Edit) – 5:05
2. Kings and Queens (Album Version) – 5:47

CD singolo (Europa)
1. Kings and Queens (Album Version) – 5:47
2. Kings and Queens (Radio Edit) – 5:05

7" (Regno Unito)
- Lato A

1. Kings and Queens – 5:05

- Lato B

1. Night of the Hunter (Static Revenger Remix) – 4:58

Download digitale
1. Kings and Queens – 5:47
2. Night of the Hunter (Static Revenger Rock Redux) – 4:57
3. Kings and Queens (Innerpartysystem Remix Main) – 6:14

## Classifiche

### Classifiche settimanali
| Classifica (2009/10)             | Posizione massima |
| -------------------------------- | ----------------- |
| Argentina                        | 28                |
| Austria                          | 35                |
| Belgio (Fiandre)                 | 55                |
| Canada                           | 70                |
| Germania                         | 39                |
| Italia                           | 25                |
| Norvegia                         | 38                |
| Nuova Zelanda                    | 14                |
| Paesi Bassi                      | 50                |
| Portogallo                       | 9                 |
| Regno Unito                      | 28                |
| Repubblica Ceca                  | 58                |
| Repubblica Ceca (modern rock)    | 1                 |
| Stati Uniti                      | 82                |
| Stati Uniti (alternative)        | 1                 |
| Stati Uniti (heatseekers)        | 5                 |
| Stati Uniti (mainstream rock)    | 20                |
| Stati Uniti (rock & alternative) | 4                 |

### Classifiche di fine anno
| Classifica (2010)                | Posizione |
| -------------------------------- | --------- |
| Stati Uniti (alternative)        | 11        |
| Stati Uniti (rock & alternative) | 16        |

## Date di pubblicazione
| Paese                 | Data di pubblicazione | Catalogo      |
| --------------------- | --------------------- | ------------- |
| Italia                | 13 ottobre 2009       |               |
| Norvegia              | 13 ottobre 2009       | 5099945524820 |
| Stati Uniti d'America | 13 ottobre 2009       |               |
| Germania              | 16 ottobre 2009       | 6067122       |
| Finlandia             | 18 ottobre 2009       | 4552482       |
| Austria               | 20 novembre 2009      | 6067122       |
| Svizzera              | 20 novembre 2009      | 6067122       |
| Regno Unito           | 30 novembre 2009      |               |